# 幸町 (下川町)
幸町（日语：幸町，さいわいまち）是北海道上川地方上川郡下川町的一個地名。邮政编码為098-1206。

## 地理
位于下川町城市的中心部分。所在地域被當做市区。東邻錦町、共荣町、南邻南町、西邻西町、北有名寄川流过与北町相接。

### 河川
- 名寄川

## 歷史
与公区（行政区）的幸町几乎相同。街市成型较早。市政厅等公共施設较为集中。国道239号線沿线已经发展出了一套商店街区。

### 地名的由来
來自公区名。

### 沿革
- 1924年（大正13年）1月1日 - 下川村分村设置为11字。
- 1984年（昭和59年）4月1日 - 改为现在的名字，设置为幸町。

### 町名的变迁
| 实施后 | 实施日期     | 实施前（各字名ともその一部） |
| ------ | ------------ | ---------------------------- |
| 幸町   | 1984年4月1日 | 名寄原野、上名寄             |

## 交通

### 巴士
- 名士巴士 興部線、下川線
- 下川町营巴士

### 道路
- 国道239号 - 仮定県道
- 北海道道354号ペンケ下川停車場線 - 殖民区画の上名寄原野基線（23線～24線）

## 施設
- 下川町役場
- 上川北部消防事務組合下川消防署
- 下川町民会館
- 下川町公民館
- 下川町综合福利中心「ハピネス」